# UTZ Certified

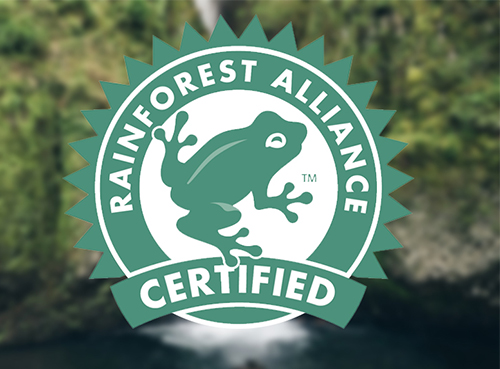
Rainforrest Alliance logo

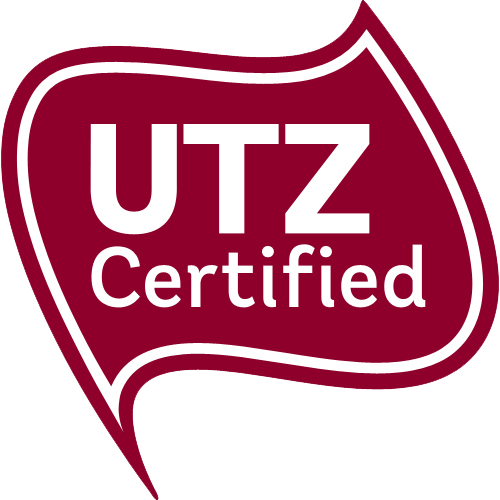
UTZ logo

UTZ Certified (nu Rainforest Alliance, tot maart 2007 bekend als Utz Kapeh) is een programma en keurmerk voor tropische landbouwproducten. Het keurmerk werd in 2002 door Ahold en een koffieproducent in Guatemala gestart als alternatief voor Max Havelaar. Het is ondergebracht in een stichting met als doel een wereldwijde certificeringstandaard te implementeren en traceringsservices aan te bieden voor professionele, sociale en milieuvriendelijke productie en inkoop. Het is geen keurmerk voor eerlijke handel. De organisatie ontwikkelt ook certificatieprogramma’s voor onder andere cacao en thee en levert een traceringssysteem voor palmolie en katoen. De oorspronkelijke naam "Utz Kapeh" betekent goede koffie in een Mayataal uit Guatemala. In maart 2007 onderging Utz Kapeh een verandering van naam en huisstijl en sindsdien noemt de stichting zich UTZ Certified. Op 1 januari 2018 zijn de keurmerken UTZ en Rainforest Alliance samengegaan. De organisaties gaan sindsdien verder onder de naam Rainforest Alliance.

## Organisatie
Het hoofdkantoor van de stichting is gevestigd in Amsterdam, er zijn ook vestigingen in Japan en Zwitserland. Daarnaast zijn er verschillende medewerkers actief in de producerende landen. Verder werkt UTZ Certified met het Certification Support Network (CSN, onderdeel Solidaridad) om de producenten te ondersteunen. CSN heeft vertegenwoordigers in 10 landen en werkt met meer dan 400 getrainde agronomen.
Een verschil tussen Max Havelaar en UTZ Certified is de minimumprijsgarantie aan de boeren en de grootte van de organisaties die gecertificeerd worden. Max Havelaar richt zich vooral op de kleinere boeren en biedt hen de garantie op een minimumprijs wanneer de marktprijs onverhoopt onder de kostprijs valt. Het UTZ keurmerk daarentegen richt zich op zowel de grote als kleine boeren en werkt nauw samen met de industrie. De prijs die boeren voor hun producten krijgen blijft afhankelijk van wat de handel biedt, er wordt geen minimumprijs gegarandeerd.

## Programma's

### Koffie
De sociale, economische en milieucriteria van de gedragscode voor koffie zijn gebaseerd op internationale arbeidsnormen (ILO) en het EurepGAP protocol voor goede landbouw en businesspraktijken voor fruit en groente (van origine richtlijnen voor voedselveiligheid). Verder zijn traceerbaarheid, transparantie van de keten en professionalisering van de boerenbedrijven belangrijke onderdelen van de standaard.
Met een online traceringssysteem kan de koffie terug naar de oorsprong worden getraceerd. Het systeem zorgt voor transparantie omdat het op elk gegeven moment bekend is waar de koffie vandaan komt. Voor consumenten is het ook mogelijk te zien waar hun koffie vandaan komt met behulp van online koffie tracer die sommige branders hebben gelanceerd op hun website.
De UTZ Certified boeren profiteren van een betere kwaliteit, kosteneffectiviteit en productiviteit door duurzame landbouwmethoden te implementeren op het boerenbedrijf. Verondersteld wordt dat zij daardoor meer koffie van betere kwaliteit zullen produceren, waardoor zij een betere prijs kunnen onderhandelen met hun koper. De boer zou dan als het ware een premie boven op de marktprijs ontvangen, die de koper betaalt als erkenning van de toegevoegde waarde van de certificering. Of dat feitelijk ook het geval is wordt echter betwist.
Er zijn gecertificeerde producenten uit 23 landen in Latijns-Amerika, Afrika en Azië. Van de producenten is vaak een link naar het verhaal over de boerderijen te zien. In 2021 zijn ongeveer 480.000 koffieboeren aangesloten, een fractie van de in totaal 25 miljoen boeren die afhankelijk zijn van de koffieteelt.
Koffiebranders, detailhandelaars en merken die UTZ Certified koffie kopen zijn onder andere Ahold, Aldi, ASDA, Coca-Cola Japan, Coop Noorwegen, Delhaize, ICA Noorwegen en Zweden, ICS Autobar, IKEA, Joh. Johannson, Friele, Kesko, McDonald's, Migros, Nordquist, Paulig, Sara Lee, REWE, Tchibo en UCC.

### Cacao
In oktober 2007 werd de start gemaakt met het UTZ Certified cacaoprogramma. Het is opgezet met vertegenwoordigers uit de industrie als Mars, Cargill, Heinz, Nestlé, Ahold, Ecom en wordt ondersteund door de NGO’s Solidaridad, Oxfam Novib en WWF. In 2009 werd de gedragscode voor cacao gelanceerd die voldoet aan de internationale normen en criteria. In 2010 verschenen de eerste cacaoproducten met het UTZ keurmerk op de markt; in 2021 zijn in 128 landen cacaoproducten met het logo beschikbaar. Er zijn 760.000 UTZ gecertificeerde cacaoboeren uit 21 landen in Afrika, Latijns Amerika en Azië actief.

### Thee en rooibos
UTZ Certified introduceerde ook een gedragscode voor de duurzame productie van thee en in 2010 kwam daar rooibos bij, welke beiden voldoen aan de internationale normen en criteria. Deze programma's worden nu opgeschaald door meer industriepartijen committeren aan het programma waardoor de vraag verhoogt en meer boeren te trainen waardoor het aanbod verhoogt.

### Hazelnoot
In 2014 zette het ook een programma op voor de hazelnoot, dit in samenwerking met de supermarktpartners Migros/Delica, Natra, REWE en Jumbo Supermarkten. In 2021 doen zo'n 6800 hazelnootboeren mee aan dit programma.

## Traceringssysteem

### Palmolie
UTZ Certified levert sinds 2007 het traceringssysteem voor de duurzame productie van palmolie aan de Roundtable on Sustainable Palm Oil (RSPO). Dit betekent dat de palmolie gevolgd kan worden door de gehele keten. De RSPO is verantwoordelijk voor gedragscode voor duurzame productie/teelt en de implementatie hiervan in de productketen.

### Katoen
In 2010 volgde een traceringssysteem voor katoen aan het Better Cotton Initiative (BCI) om duurzaam geproduceerde katoen door de keten te volgen. BCI is verantwoordelijk voor de gedragscode voor duurzame productie/teelt van katoen en de implementatie hiervan in de productketen.

## Trivia
In 2007 verloor Douwe Egberts een rechtszaak tegen de provincie Groningen. Het bedrijf wilde voor de rechter afdwingen dat de provincie in een aanbesteding geen onderscheid mocht maken tussen UTZ Certified en Max Havelaar gecertificeerde koffie. De voorzieningenrechter bepaalde dat de provincie mag eisen dat koffie voldoet aan het Max Havelaar keurmerk. Douwe Egberts vocht deze uitspraak aan bij het Europese Hof en werd op 10 mei 2012 alsnog in het gelijk gesteld. Het Hof heeft besloten dat het op voorhand kiezen van een enkel keurmerk niet is toegestaan omdat daarmee andere erkende, en in dat opzicht gelijkwaardige keurmerken op voorhand worden uitgesloten.